# Rareș C. Trifan
Rareș Cristian Trifan (n. 17 mai 1970, Câmpia Turzii) este regizor român de operă și teatru muzical. În perioada 2006-2012 a fost Director General al Operei Române din Cluj.

## Studii
A absolvit Universitatea Națională de Muzică București, Academia de Muzică Gheorghe Dima, Indiana University Jacobs School of Music și al DeVos Institute of Arts Management at the Kennedy Center din Washington, DC.
A studiat regia cu Victor Ioan Frunză, Hero Lupescu, Anghel Ionescu Arbore, Vincent Liotta.

## Spectacole
A semnat regia artistică a spectacolelor: Nunta lui Figaro de W.A. Mozart, Oedipe de George Enescu, Turandot de G. Puccini, Olandezul Zburător de R. Wagner, Oreste/Oedipe de Cornel Țăranu, Forța Destinului de G. Verdi, Macbeth de G. Verdi, La Fanciulla del West de G. Puccini.
Este membru al Uniunii Teatrale din România (UNITER).